# Municipio de Grant (condado de Boone)
El municipio de Grant (en inglés: Grant Township) es un municipio ubicado en el condado de Boone en el estado estadounidense de Iowa. En el año 2010 tenía una población de 337 habitantes y una densidad poblacional de 3,59 personas por km².

## Geografía
El municipio de Grant se encuentra ubicado en las coordenadas 42°9′59″N 94°6′22″O / 42.16639, -94.10611. Según la Oficina del Censo de los Estados Unidos, el municipio tiene una superficie total de 93.85 km², de la cual 93,85 km² corresponden a tierra firme y (0 %) 0 km² es agua.

## Demografía
Según el censo de 2010, había 337 personas residiendo en el municipio de Grant. La densidad de población era de 3,59 hab./km². De los 337 habitantes, el municipio de Grant estaba compuesto por el 97,92 % blancos, el 0,3 % eran afroamericanos, el 1,48 % eran asiáticos, el 0,3 % eran de otras razas. Del total de la población el 0,89 % eran hispanos o latinos de cualquier raza.